# Bitva u Olomouce
Bitva u Olomouce byla válečným střetem mezi českým vojskem českého kralevice Přemysla Otakara II. a české a moravské šlechty vedené nejspíš Zdeslavem z Divišova a vojskem kočovného kmene Kumánů loajálnímu uherskému králi Bélovi IV. v rámci bojů o nástupnictví v Rakouském a Štýrském vévodství. Odehrála se 25. června 1253 v okolí města Olomouce na Moravě a skončila porážkou Přemyslových vojsk, což však vedlo k zabránění dalším výpadům Kumánů do českých zemí.

## Pozadí
V říjnu 1250 zemřel rakouský a štýrský vévoda, Heřman VI. Bádenský, čímž se znovu otevřel nástupnický problém o Rakousy a Štýrsko. Rakous se chtěl zmocnit bavorský vévoda Ota II. se synem Ludvíkem, narazil však na odpor českého krále Václava I. a jeho syna a následníka českého trůnu Přemysla Otakara, kteří se rozhodli, že Rakousy tentokrát získají za každou cenu. Nástupnických nároků se však nevzdal ani uherský král Béla IV., který proti Přemyslovcům vytvořil silnou koalici s bavorským vévodou Otou II., krakovským vévodou Boleslavem Stydlivým, opolským knížetem Vladislavem a s haličským knížetem Danielem. Tuto koalici podpořil rovněž papež Inocenc IV., a vdova po Heřmanovi Bádenském a dědička rakouského i štýrského vévodství, Gertruda Babenberská.
V červnu 1252 proběhl první, neúspěšný uherský útok na Přemyslovo panství. V létě 1253 zaútočila na Opavsko polsko-ruská vojska, vedená Danielem Haličským a jeho synem Lvem, Vladislavem Opolským a Boleslavem Stydlivým. Tento útok Přemyslovce zaskočil, očekávali totiž spíše útok na Rakousy. Po dvou neúspěšných útocích na Opavu a nepovedeném pokusu o ovládnutí Hlubčic se polsko-ruská vojska pustila do krutého plenění země. Následně se prohlásili za vítěze a se zajatci odtáhli. 

## Průběh bitvy
Mezitím na Moravu udeřili Kumáni, kočovný kmen bojující ve službách uherského království, do jižního Štýrska pak zatím pronikali Uhři. České vojsko se invaznímu vojsku postavilo v prvním větším střetu konfliktu 25. června 1253 před branami Olomouce. V bitvě s kumánským vojskem zde utrpělo porážku, při které podle záznamů kronikáře Přibíka Pulkavy z Radenína z poloviny 14. století zahynulo až několik tisíc křesťanů (počty ztrát však mohou být nadsazené). 
| „                       | Kumáni také, vtrhnuvše z Uher, nebo jiní zloději s nimi, zabili dne 25. června na Moravě u Olomouce mnoho tisíc křesťanů a bez počtu lidí utíkajících před nimi se utopilo. Také král uherský téhož času, přitáhnuv s nesčíslným množstvím svých a jiných národů, způsobil Moravě velké škody; některé zabil mečem, některé zajal a odvezl ze země, nešetře žádného pohlaví ani věku a skoro celou Moravu zpustošil loupením a pálením. Také mnohá opevnění, jež mohli, zpustošili a vypálili. Kostelní zvony a ostatky z rozbořených oltářů uloupili a odnesli s sebou; obracejíce kostely v popel, znesvětili kostelní svátosti, mnoho lidí ukřižovali na posměch Ukřižovanému. Mezitím přišel k uherskému králi legát pana papeže, zkrotil ho a donutil vrátit se domů. | “ |
| — Pokračovatelé Kosmovi | |   |

Bojem vyčerpaní Kumáni se však následně rozhodli dále do moravského vnitrozemí nepostupovat. Pravděpodobně také krátce neúspěšně oblehly Olomouc. Následně na Moravu dorazil hlavní Bélův voj a Morava byla krutě drancována.

## Hodnocení bitvy

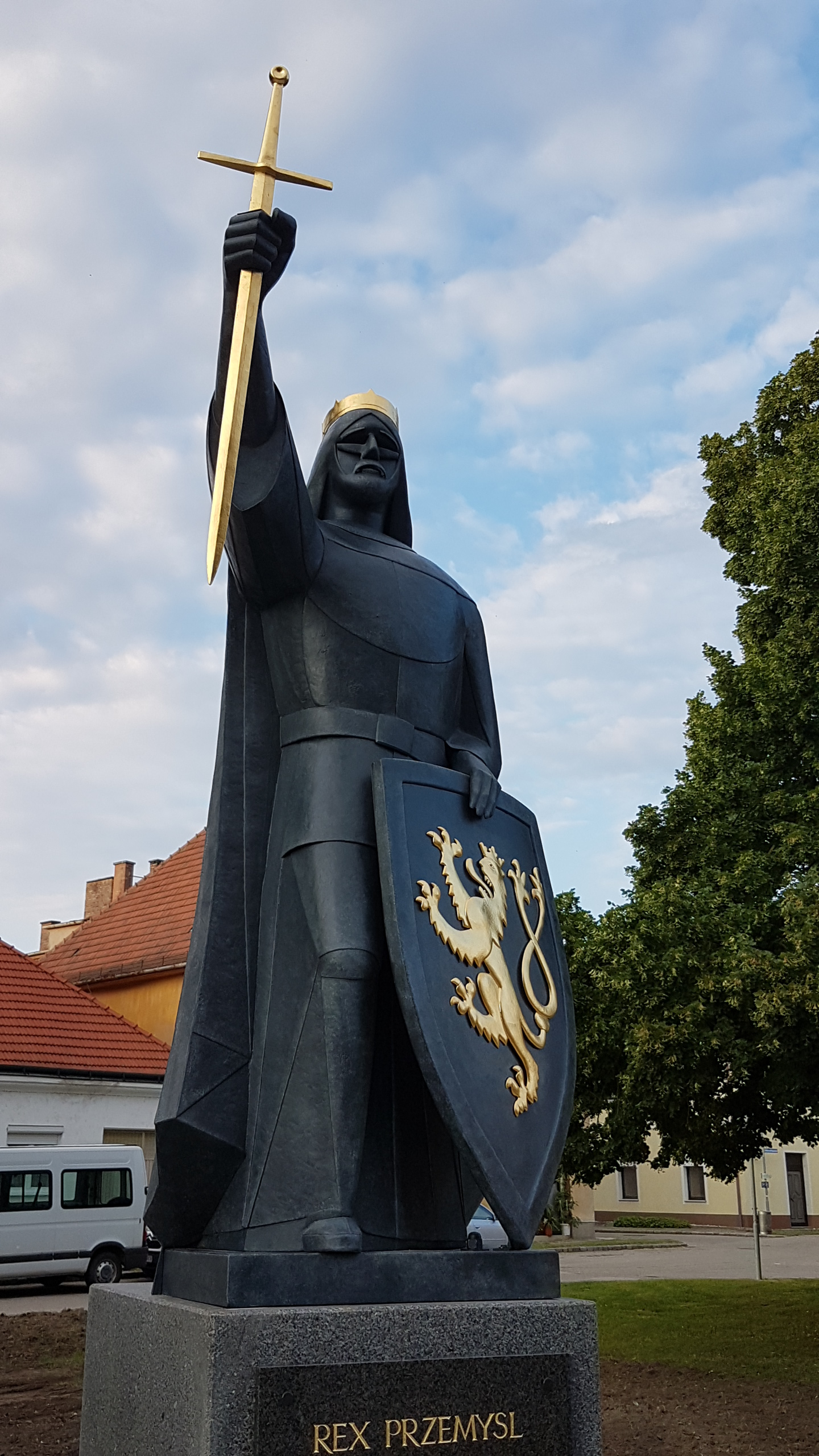
Socha Přemysla Otakara II. v rakouském Marcheggu

Ačkoliv české vojsko v bitvě utrpělo poměrně těžkou porážku s vysokými ztráty, znamenala tato bojová akce zastavení postupu a plenění kumánského vojska dále na území českého krále. Uhájena byla díky tomu rovněž Olomouc, která se ve stejném roce stala královským městem.
Přemysl se v dalších měsících pokusil o protiofensivu, ale Bélova vojska byla ve velké přesile. Václav I. syna nepodpořil a česká strana musela vyčkávat v naději, že vyhladovělí Uhři sami ustoupí. Nyní se však ozval papež, který i přesto, že dříve podporoval Bélu, vyzval obě strany k ukončení bojů a začal zprostředkovávat mírová jednání. Uherská a polská vojska byla nucena ustoupit z Moravy. Přemysl následně spěchal k převzetí vlády do Štýrska, kde ho část místní šlechty uznala štýrským vévodou. 17. září 1253 v Kremži odpřisáhl Přemysl do rukou papežského legáta Velasca věrnost církvi a římskoněmeckému králi Vilémovi Holandskému. Mezitím se uskutečnil další uherský a bavorský vpád do Rakous, který však Přemysl ustál.
Dne 22. září 1253 náhle zemřel Václav I. a pak Přemysl po svém návratu ze zahraničí v říjnu převzal vládu v království. Jeho nástup na český trůn proběhl hladce a bez problémů. Až do korunovace roku 1261 se Přemysl, s výjimkou jedné listiny z roku 1254, nenazýval králem, nýbrž pánem, nebo dědicem českého království (dominus regni Boemie). 

### Mýtus Jaroslava ze Šternberka
Bitva u Olomouce dala vzniknout legendě o slavném vítězství křesťanského vojska nad Mongoly pod moravským vrchem Hostýn pod vedením Jaroslava ze Šternberka, která byla mj. způsobena záměnou s postavou Zdeslava z Divišova, posléze ze Šternberka. Stejně tak v sobě kombinuje také skutečnosti vážící se k bitvě u Lehnice v Polsku roku 1241, ve které křesťanské síly s Mongoly prohrály. Postavu Jaroslava vytvořil až roku 1541 při psaní své kroniky Václav Hájek z Libočan a ta byla následně v dalších staletích připomínána či umělecky zobrazována jakožto symbol vítězství křesťanů nad pohany.